# Gary Kikaya
Gary Kikaya (ur. 4 lutego 1980 w Lubumbashi) – reprezentujący Demokratyczną Republikę Konga lekkoatleta, sprinter.

## Osiągnięcia
Koronnym dystansem Kikayi był dystans 400 metrów i to na nim osiągał swoje największe sukcesy :
- brązowy medal Halowych Mistrzostw Świata w Lekkoatletyce (Budapeszt 2004)
- złoty medal Mistrzostw Afryki (Bambous 2006)
- 2. miejsce podczas Światowego Finału IAAF (Stuttgart 2006)
- 2. miejsce na Pucharze Świata w lekkoatletyce (Ateny 2006), podczas tych zawodów Kikaya biegł również na drugiej zmianie afrykańskiej sztafety 4 x 400 metrów, która uplasowała się na 3. pozycji
- brąz mistrzostw Afryki (Nairobi 2010)

Kikaya dwukrotnie brał udział w Igrzyskach Olimpijskich (Ateny 2004 i Pekin 2008), jednak w obu przypadkach odpadał w półfinale.

## Rekordy życiowe
- bieg na 200 m – 20,40 (2006) rekord Konga
- bieg na 300 m – 31,95 (2005) rekord Konga
- bieg na 400 m – 44,10 (2006) rekord Konga
- bieg na 55 m (hala) – 6,20 (2005)
- bieg na 200 m (hala) – 21,23 (2003) rekord Konga
- bieg na 400 m (hala) – 45,71 (2003) rekord Konga